# Terra Mariana
Terra Mariana (latinsky, též Terra Mariae) neboli země Mariina (německy Marienland, estonsky Maarjamaa, lotyšsky Māras zeme) byl oficiální název středověkého Livonska označovaného jako tzv. Staré Livonsko (německy Alt-Livland, estonsky Vana-Liivimaa), resp. Livonské konfederace, zprvu volného sdružení a posléze konfederace Livonského řádu a menších státních a správních celků na území zejména dnešního Estonska a Lotyšska

## Historie
Roku 1193 vyhlásil papež Celestýn III. křížové tažení proti pohanům na východním pobřeží Baltského moře. Poté, co Řád mečových bratří dobyl většinu území dnešního Lotyšska, byla 2. února 1207 dobytá území postavena pod patronát Panny Marie jako země Mariina – „Terra Mariana“. Země byla zprvu začleněna mezi území Svaté říše římské, ovšem roku 1215 byla papežem Inocencem III. prohlášena přímým protektorátem Svaté stolice. Dobytím severního Estonska roku 1227 byla rozšířena do hranic, které si pak jen s malými změnami podržela po několik staletí.

Znak mečových bratří

Roku 1228 byla Terra Mariana administrativně rozdělena na šest odděleně spravovaných území – Arcibiskupství rižské, Biskupství kuronské, Biskupství tarbatské, Biskupství osilské, území Řádu mečových bratří a Vévodství estonské, svěřené ve správu králi dánskému.
Roku 1237 došlo ke sloučení Řádu mečových bratří a Řádu německých rytířů v Livonský řád. Ten ve smlouvě ze Stensby 7. června 1238 vyhověl nárokům dánského krále Valdemara II. a plně mu postoupil Estonské vévodství. Roku 1346 však Dánsko prodalo estonské území opět Livonskému řádu, který je připojil ke svým ostatním územím v Mariánské zemi a vytvořil tak na většině jejího území silný řádový stát. Terra Mariana byla po celou další dobu své existence předmětem sporů a mocenského napětí mezi tímto řádovým státem na jedné a biskupskými a arcibiskupskými územími na druhé straně. Jako další mocenské složky se během 13. a 14. století zformovaly jednak sekulární německá šlechta, jednak svobodné měšťanstvo hansovních měst Rigy a Tallinnu.
Po prohraných bitvách u Grunwaldu roku 1410 a u Vilkoměře roku 1435 zeslábl řád natolik, že místo soupeření nad Terrou Marianou začal hledat dohodu se svými spoluvládci země. 4. prosince byla mezi zástupci řádu, livonských biskupství, šlechty a měst podepsána dohoda známá jako Livonská konfederace.
Roku 1561 v průběhu Livonské války Terra Mariana zanikla. Severní část země byla připojena ke Švédsku jako obnovené Estonské vévodství, jižní část se rozpadla ve Vévodství livonské a Vévodství kuronské a zemgalské, ostrov Saaremaa byl připojen k Dánsku.